# 234

234(이백삼십사)는 233보다 크고 235보다 작은 자연수다.

## 수학
- 합성수로, 그 약수는 총 12개다. (1, 2, 3, 6, 9, 13, 18, 26, 39, 78, 117, 234)
  - 234의 진약수의 합은 312이므로, 234는 과잉수다.
- {\displaystyle 234=3^{2}+15^{2}}
  - 서로 다른 두 자연수의 제곱합으로 나타낼 수 있는 수다.
- {\displaystyle 53^{2}-1}은 234로 나누어떨어진다.

## 과학
- 우라늄-234(U-234): 우라늄 동위 원소의 한 종류.
- NGC 234: 물고기자리 방향에 있는 나선은하.

## 교통

### 철도
- 서울 지하철 2호선 신도림역의 역번호.
- 부산 도시철도 2호선 수정역의 역번호.
- 대구 도시철도 2호선 수성구청역의 역번호.

### 도로
- 일본 234번 국도(일본어판): 홋카이도 이와미자와시에서 도마코마이시까지 이어지는 일본의 국도.
- 현도 제234호선

## 군사
- U-234: 제2차 세계 대전에 사용된 나치 독일의 군용 잠수함.

## 문화유산
- 대한민국의 국보 제234호: 감지은니묘법연화경
- 대한민국의 보물 제234호: 군산 발산리 석등
- 대한민국의 사적 제234호: 아차산성

## 방송
- 지니 TV의 GOODTV 채널 번호.
- B tv의 숲 채널 번호.
- LG헬로비전의 에듀TV 채널 번호.
- B tv 케이블의 유럽 뉴스 방송인 유로뉴스 채널 번호.

## 기타
- 연도: 234년, 기원전 234년